# Алымовка (деревня, Москва)
Алы́мовка — деревня в Троицком административном округе Москвы  (до 1 июля 2012 года была в составе Наро-Фоминского района Московской области). Входит в состав поселения Новофёдоровское.
Название, предположительно, произошло от некалендарного личного имени Алым.

## Население
| 1926 | 2002 | 2006 | 2010 |
| ---- | ---- | ---- | ---- |
| 32   | ↘1   | ↘0   | ↗11  |

Согласно Всероссийской переписи, в 2002 году в деревне проживал 1 мужчина. По данным на 2005 год, в деревне не было постоянного населения.

## География
Деревня Алымовка находится на правом берегу Пахры примерно в 21 км к западу от центра города Троицка. Ближайшие населённые пункты — деревни Кузнецово, Яковлевское и посёлок Капустинка. В 3 км западнее деревни проходит Киевское шоссе.